# アンドリー・ルニン
アンドリー・オレクシヨヴィチ・ルニン（ウクライナ語: Андрі́й Олексі́йович Лу́нін, ラテン文字転写: Andriy Oleksiyovych Lunin, 1999年2月11日 - ）は、ウクライナ・クラスノフラド出身のプロサッカー選手。レアル・マドリード所属。ウクライナ代表。ポジションはゴールキーパー。

## 経歴

### クラブ
2015年にFCドニプロに入団し、2016年10月16日のカルパティ・リヴィウ戦でプロデビュー。2017-18シーズンはゾリャ・ルハーンシクに移籍し、レギュラーに定置。国内では若き守護神として注目されるようになり、特に2017-2018シーズンの「UEFAヨーロッパリーグ」のグループリーグではスペインの強豪アスレティック・ビルバオ相手に好守を見せ、UEFAの週間ベストイレブンにも選出された。この活躍を受けインテルなど欧州の複数の強豪クラブからの興味が報じられた。
2018年6月22日、スペインのレアル・マドリード移籍が発表された。契約期間は6年間で移籍金は推定1,400万ユーロ（約18億円）。当面はBチームのカスティージャでプレイする予定と見られていたが、第3GKのキコ・カシージャの退団が濃厚なためティボ・クルトゥワ、ケイロル・ナバスに続くトップチームの第3GKになると報じられている。
しかし移籍期限内にカシージャの移籍が決まらず残留したため、出場機会を得るため、2018年8月27日に同じマドリード州のレガネスへのローン移籍に合意。契約期間は1年間。しかしレガネスでは正ゴールキーパーのイバン・クエジャルの控えという扱いに留まり、主にカップ戦要員に甘んじた。
2019年8月14日、レアル・バリャドリードにローン移籍。契約期間は1年間。バリャドリードは、レアル・マドリードOBのロナウドが代表を務めており、レアル・マドリードとの関係を深めている。しかしバリャドリードでも正GKのジョルディ・マシップの控えという扱いに留まり、カップ戦のみの出場となった。
2020年1月15日、レアル・マドリードが期待したような経験を積めていない現状から、バリャドリードとの契約を打ち切り、セグンダ・ディビシオンのレアル・オビエドへのローン移籍となった。契約期間は2020年6月までの6か月間。
2019-20シーズン終了後にレアル・マドリードに復帰。前シーズンに第2GKを務めていたアルフォンス・アレオラがレンタル期間終了に伴い退団、トップチーム在籍経験もあるルカ・ジダンも退団したため、2020-21シーズンは第2GKとして移籍後初となるレアル・マドリードで選手登録。クルトゥワの存在により出場機会が限られるため移籍を希望していたとされていたが、2023-24シーズン開幕前にクルトゥワが負傷離脱したことで開幕戦にスターティングメンバーとして出場した。しかし、チェルシーからスペイン代表GKケパ・アリサバラガがローン移籍で加入してくると、第3節以降は再びベンチを温めることに。それでも、11月にケパが負傷して再びチャンスを得ると、以降は正GKとして起用され、UEFAチャンピオンズリーグ決勝トーナメント1回戦RBライプツィヒ戦では、9本のシュートをセーブし勝利に貢献した。準々決勝では前回王者のマンチェスター・シティと対戦し、第2戦では相手の猛攻を受けながらも120分間で1失点に抑え、2戦合計4-4で迎えたPK戦で2本のPKを止め、ベスト4進出に大きく貢献した。しかしシーズン終盤にクルトゥワが怪我から復帰すると、控えにまわった。
2024年9月13日、レアル・マドリードと2030年までの契約延長に合意した。

### 代表
2014年から各世代別代表に招集され、2017年には弱冠18歳でA代表に初召集を受ける。2018年3月のサウジアラビア戦に出場、ウクライナ代表のゴールキーパーとしては史上最年少デビューとなった。
2019年6月はU-20代表として2019 FIFA U-20ワールドカップに臨むことになったが、同時期に行われたA代表のUEFA EURO 2020予選にも第2GKとして召集を受けたため、二足の草鞋となった。U-20ワールドカップ本戦では堅守を披露してウクライナU-20代表の躍進の原動力となり、決勝の韓国U-20代表戦でも好守を披露し、ウクライナのU-20ワールドカップ初制覇に貢献、最優秀ゴールキーパーに選出された。
UEFA EURO 2024では、初戦のルーマニア戦で先発に抜擢された。しかしチームは3失点を喫し敗れ、以降はアナトリー・トルビンにポジションを譲った。

## 個人成績

### クラブ
| 国内大会個人成績 | 国内大会個人成績     | 国内大会個人成績 | 国内大会個人成績 | 国内大会個人成績 | 国内大会個人成績 | 国内大会個人成績 | 国内大会個人成績 | 国内大会個人成績 | 国内大会個人成績 | 国内大会個人成績 | 国内大会個人成績 |
| 年度             | クラブ               | 背番号           | リーグ           | リーグ戦         | リーグ戦         | リーグ杯         | リーグ杯         | オープン杯       | オープン杯       | 期間通算         | 期間通算         |
| 年度             | クラブ               | 背番号           | リーグ           | 出場             | 得点             | 出場             | 得点             | 出場             | 得点             | 出場             | 得点             |
| ウクライナ       | ウクライナ           | ウクライナ       | ウクライナ       | リーグ戦         | リーグ戦         | リーグ杯         | リーグ杯         | ウクライナ杯     | ウクライナ杯     | 期間通算         | 期間通算         |
| ---------------- | -------------------- | ---------------- | ---------------- | ---------------- | ---------------- | ---------------- | ---------------- | ---------------- | ---------------- | ---------------- | ---------------- |
| 2016-17          | FCドニプロ           | 12               | プレミアリーガ   | 22               | 0                | -                | -                | 3                | 0                | 25               | 0                |
| 2017-18          | ゾリャ・ルハーンシク | 16               | プレミアリーガ   | 29               | 0                | -                | -                | 1                | 0                | 30               | 0                |
| スペイン         | スペイン             | スペイン         | スペイン         | リーグ戦         | リーグ戦         | 国王杯           | 国王杯           | オープン杯       | オープン杯       | 期間通算         | 期間通算         |
| 2018-19          | レガネス             | 29               | ラ・リーガ       | 5                | 0                | 2                | 0                | -                | -                | 7                | 0                |
| 2019-20          | バリャドリード       | 13               | ラ・リーガ       | 0                | 0                | 2                | 0                | -                | -                | 2                | 0                |
| 2019-20          | オビエド             | 25               | セグンダ         | 20               | 0                | -                | -                | -                | -                | 20               | 0                |
| 2020-21          | レアル・マドリード   | 13               | ラ・リーガ       | 0                | 0                | 1                | 0                | -                | -                | 1                | 0                |
| 2021-22          | レアル・マドリード   | 13               | ラ・リーガ       | 2                | 0                | 2                | 0                | -                | -                | 4                | 0                |
| 2022-23          | レアル・マドリード   | 13               | ラ・リーガ       | 7                | 0                | 1                | 0                | -                | -                | 8                | 0                |
| 2023-24          | レアル・マドリード   | 13               | ラ・リーガ       | 21               | 0                | 1                | 0                | -                | -                | 22               | 0                |
| 2024-25          | レアル・マドリード   | 13               | ラ・リーガ       | 7                | 0                | 5                | 0                | -                | -                | 12               | 0                |
| 通算             | ウクライナ           | ウクライナ       | プレミアリーガ   | 51               | 0                | -                | -                | 4                | 0                | 55               | 0                |
| 通算             | スペイン             | スペイン         | ラ・リーガ       | 42               | 0                | 14               | 0                | -                | -                | 56               | 0                |
| 通算             | スペイン             | スペイン         | セグンダ         | 20               | 0                | 0                | 0                | -                | -                | 20               | 0                |
| 総通算           | 総通算               | 総通算           | 総通算           | 113              | 0                | 14               | 0                | 4                | 0                | 131              | 0                |

### 代表
| ウクライナ代表 | 国際Aマッチ | 国際Aマッチ |
| 年             | 出場        | 得点        |
| -------------- | ----------- | ----------- |
| 2018           | 3           | 0           |
| 2019           | 2           | 0           |
| 2020           | 1           | 0           |
| 2021           | 0           | 0           |
| 2022           | 3           | 0           |
| 2023           | 0           | 0           |
| 2024           | 4           | 0           |
| 2025           | 3           | 0           |
| 通算           | 16          | 0           |

## タイトル

### クラブ
レアル・マドリード
- ラ・リーガ（2021-22, 2023-24）
- スーペルコパ・デ・エスパーニャ（2021-22, 2023-24）
- UEFAチャンピオンズリーグ（2021-22, 2023-24）
- コパ・デル・レイ (2022-23)
- UEFAスーパーカップ（2022, 2024）
- FIFAインターコンチネンタルカップ（2024）[13]

### 代表
U-20ウクライナ代表
- FIFA U-20ワールドカップ（2019）[12]

### 個人
- FIFA U-20ワールドカップ ゴールデングローヴ（2019）[12]